# パルマ・ベースボールクラブ
1949パルマ・ベースボールクラブ（1949 Parma Baseball Club）は、イタリアのプロ野球チーム。エミリア＝ロマーニャ州パルマ県パルマにあるスタディオ・ベースボール・ニノ・カヴァリを本拠地とし、国内リーグの最上位カテゴリであるセリエAに所属する。2018年以降は冷暖房設備の施工を手掛ける地元企業パルマクリマがスポンサーとなっており、チーム名はパルマクリマ（Parma Clima）と表記される。

## 概要
球団創設は1949年。イタリア球界における古豪チームであり、1970年代、1980年代、1990年代にそれぞれ複数回（90年代には4度）、国内タイトルを獲得している。さらに、欧州チャンピオンズカップでも最多となる15回の優勝を誇る。2010年から2017年にかけては、旧セリエAを改編したプロリーグであるイタリアンベースボールリーグ（IBL）に参加していた。2000年代以降はリーグ内で中堅程度の成績にとどまっていたものの、2021年、2022年には欧州チャンピオンズカップで連覇を果たした。

## 歴史

### 設立
1949年、バール「チェントラーレ」に出入りしていた数人がリヴォルノの市場へ出かけて野球用具を購入し、市内の芝生広場でプレーしたのがチームの起源である。その様子を見た若者たちが未知のスポーツである野球に興味を示し、6月15日には公証人のもとでパルマ・ベースボールが正式に設立された。学校教師のマルティーノ・ザニケリが初代会長を務め、教え子たちを指導して1950年シーズンのセリエAに参加したが、ルールの知識や技術が不足していたこともありセリエBへ降格してしまう。1952年には、大学スポーツセンターの支援のもとで市内に別の新たなチームが設立された。このチームには、のちに国際野球連盟（IBAF）の会長を務めるアルド・ノタリらが選手として在籍していた。1954年、香水店ラ・ドゥカーレがスポンサーとなって両チームが合併し、1958年にセリエAへの昇格を果たした。当時監督を務めていたニノ・カヴァリは、ヴィチェンツァやヴェローナの米軍基地を訪ねて有望な若手選手を引き抜くなど、チームの強化を積極的に推し進めた。

### 1960年代〜1970年代
1960年代初頭には、タナラがチームのスポンサーとなった一方で、市内にはバー・モリスと呼ばれる別のチームが誕生し、セリエCに参加した。数年間にわたってパルマに2つのチームが共存することとなったが、タナラの監督に就任したトゥーロ・マッセラが主導して両チームは合併した。その効果はすぐに現れ、1964年に再びセリエAへの昇格を果たすと、1966年には2位、1968年には3位と着実に結果を残していった。そして1969年、コッパ・イタリアを制して念願の国内タイトルを獲得した。会長となったノタリは県内の優秀な選手を1つのチームに集めたいと考え、ベルナッツォーリ・アストラを吸収合併し、1972年からスタディオ・エウロペーオを新たな本拠地とした。1976年、チームはジェルマル・パルマと改称し、ジュリオ・モンタニーニの指導のもとで初のリーグ優勝を果たすと、翌1977年のヨーロピアンカップ（現在の欧州チャンピオンズカップ）でも初優勝を飾った。

### 1980年代〜1990年代
1980年からはパルマラット、1984年からはワールドビジョントラベルとスポンサーが相次いで交代し、1985年には会長もノタリからフランコ・カソリへ交代するなど大きな変化を経験したものの、チームは1986年から1988年にかけてヨーロピアンカップ3連覇を達成するなど、イタリア国内および欧州で好成績を収め続けた。1990年代に入ると、マイナースポーツに対するスポンサーやメディアの関心の薄れがチームに影響を及ぼし始め、1991年のシーズンはメインスポンサーを持たずにパルマ・エンジェルスという名前で活動することになった。この年のセリエAでヴェローナを破り6度目の優勝を果たしたことで新たなスポンサーの獲得に成功し、ジャンフランコ・ドンゼッリ会長のもとでカッサ・ディ・リスパルミオ・ディ・パルマとして再出発した。1992年にはヨーロピアンカップ、1993年にはコッパ・イタリアとCEBスーパーカップ、1994年にはコッパ・イタリア、1995年にはセリエAとヨーロピアンカップでそれぞれ優勝を果たすなどチームは黄金期を迎えたが、ドンゼッリは売却を決定。消滅の危機に瀕したチームは大学スポーツセンターの支援で何とか存続されることになったものの、リミニやネットゥーノといった強豪の台頭によって、パルマの野球は徐々に輝きを失うことになる。

### 2000年代〜現在
2000年のセリエAにおいてプレーオフの準決勝で敗退すると、翌年から3年連続でプレーオフ進出を逃す。カンティーネ・チェーチがスポンサーとなり、アメリカ人のクリス・カタノーソが監督に就任した2004年はレギュラーシーズンで3位に入りプレーオフに進出するも、準決勝でボローニャに敗れた。カリパルマがスポンサーとなった2007年には新監督ジルベルト・ジェラリのもとでレギュラーシーズンを1位で終えたものの、イタリアン・ベースボール・シリーズでグロッセートに敗れた。この年から新球場の建設が始まり、2009年のシーズンをもってスタディオ・エウロペーオの歴史は幕を閉じた。カヴァリの名を冠した新たな本拠地で始動した2010年は、この年発足したIBLのレギュラーシーズンを1位で通過し、準決勝を突破して進出したイタリアン・ベースボール・シリーズで13年ぶりの優勝をかけてボローニャと対戦した。先に2勝を許す苦しい展開ながら、2勝3敗で凱旋した本拠地での第6戦・第7戦に連勝し、4勝3敗で念願の優勝を果たした。ところが、パルマの野球が再び全国の頂点に立つという幻想は数ヶ月しか持続せず、翌年からは厳しい戦いを強いられる。2013年に監督がオルランド・ムニョスへ交代し、2015年にはジェラリが復帰するもリーグ優勝には手が届かず、財政上の問題も顕在化したことで主力選手の放出を余儀なくされる事態に。再びチームは消滅の危機に瀕したが、2018年からはパルマクリマが新たなスポンサーとなり、ジャングイド・ポーマが監督に就任。2021年には、パルマクリマ社長のルカ・メリが球団会長に就任した。

## 所属選手
2016年シーズン。公式サイト参照。括弧内は二重国籍。
| 投手 | 投手               | 投手                                               |
| #    | 国                 | 選手名                                             |
| ---- | ------------------ | -------------------------------------------------- |
| 4    | イタリアの旗       | フィリッポ・ベルトリーニ (Filippo Bertolini)       |
| 6    | イタリアの旗       | アレッサンドロ・ペトラリーア (Alessandro Petralia) |
| 50   | ベネズエラの旗     | ホセ・サンチェス (José Sanchez)                    |
| 52   | ベネズエラの旗     | グメルシンド・ゴンザレス (Gumercindo Gonzalez) ()  |
| 54   | ドミニカ共和国の旗 | マニュエル・サンタナ (Manuel Santana) ()           |
| 58   | イタリアの旗       | ミシェル・ポンポーニ (Michele Pomponi)             |
| 74   | ベネズエラの旗     | ロナルド・ウビエド (Ronald Uviedo)                 |
| 捕手 |                    |                                                    |
| #    | 国                 | 選手名                                             |
| 5    | イタリアの旗       | ロレンソ・マエストリ (Lorenzo Maestri)             |
| 23   | イタリアの旗       | アレッサンドロ・デオット (Alessandro Deotto)       |

| 内野手 | 内野手             | 内野手                                 | 内野手 |
| #      | 国                 | 選手名                                 |        |
| ------ | ------------------ | -------------------------------------- | ------ |
| 2      | イタリアの旗       | マニュエル・ピアッツァ (Manuel Piazza) |        |
| 12     | ベネズエラの旗     | チャーリー・ミラバル (Charlie Mirabal) |        |
| 18     | イタリアの旗       | ダビデ・ベネッティ (Davide Benetti)    |        |
| 25     | イタリアの旗       | ロレンソ・グラダリ (Lorenzo Gradali)   |        |
| 32     | イタリアの旗       | アルベルト・フォッサ (Alberto Fossa)   |        |
| 44     | コロンビアの旗     | アドルフォ・ゴメス (Adolfo Gomez) ()   |        |
| 47     | ベネズエラの旗     | マリオ・マルティネス (Mario Martinez)  |        |
| 外野手 |                    |                                        |        |
| #      | 国                 | 選手名                                 |        |
| 15     | アメリカ合衆国の旗 | ニコラ・ガーベラ (Nicola Garbella) ()  |        |
| 31     | イタリアの旗       | ミシェル・ジェラーリ (Michele Gerali)  |        |
| 33     | イタリアの旗       | グイド・ジェラーリ (Guido Gerali)      |        |
| 57     | イタリアの旗       | レオナルド・ジレーリ (Leonardo Zileri) |        |

| 監督・コーチ | 監督・コーチ | 監督・コーチ | 監督・コーチ                              |
| 役職         | #            | 国           | 選手名                                    |
| ------------ | ------------ | ------------ | ----------------------------------------- |
| 監督         | 34           | イタリアの旗 | ジルベルト・ジレーリ (Gilberto Gerali)    |
| ベンチコーチ | 26           | イタリアの旗 | ジャングイド・ポーマ (Gianguido Poma)     |
| 投手コーチ   | 13           | イタリアの旗 | ステファノ・ボルゾーニ (Stefano Bolzoni)  |
| 打撃コーチ   | 35           | イタリアの旗 | マリオ・マスチテッリ (Mario Mascitelli)   |
| コーチ       | 14           | イタリアの旗 | ジオバンニ・フォッサ (Giovanni Fossa)     |
| コーチ       | 31           | イタリアの旗 | ミシェル・ジェラーリ (Michele Gerali)     |
| コーチ       | 37           | イタリアの旗 | フェデリコ・バッシ (Federico Bassi)       |
| 開発部長     | 30           | イタリアの旗 | ジュリオ・モンタニーニ (Giulio Montanini) |

## 年度別成績
| 年                                                            | レギュラーシーズン                                            | レギュラーシーズン                                            | レギュラーシーズン                                            | レギュラーシーズン                                            | レギュラーシーズン                                            | レギュラーシーズン                                            | レギュラーシーズン                                            | ポストシーズン                                                | カップ戦                                                      |
| 年                                                            | フェーズ                                                      | 組                                                            | 順位                                                          | 試合                                                          | 勝利                                                          | 敗戦                                                          | 勝率                                                          | ポストシーズン                                                | カップ戦                                                      |
| セリエA1（2007年-2009年の名称はイタリアンベースボールリーグ） | セリエA1（2007年-2009年の名称はイタリアンベースボールリーグ） | セリエA1（2007年-2009年の名称はイタリアンベースボールリーグ） | セリエA1（2007年-2009年の名称はイタリアンベースボールリーグ） | セリエA1（2007年-2009年の名称はイタリアンベースボールリーグ） | セリエA1（2007年-2009年の名称はイタリアンベースボールリーグ） | セリエA1（2007年-2009年の名称はイタリアンベースボールリーグ） | セリエA1（2007年-2009年の名称はイタリアンベースボールリーグ） | セリエA1（2007年-2009年の名称はイタリアンベースボールリーグ） | セリエA1（2007年-2009年の名称はイタリアンベースボールリーグ） |
| ------------------------------------------------------------- | ------------------------------------------------------------- | ------------------------------------------------------------- | ------------------------------------------------------------- | ------------------------------------------------------------- | ------------------------------------------------------------- | ------------------------------------------------------------- | ------------------------------------------------------------- | ------------------------------------------------------------- | ------------------------------------------------------------- |
| 1991                                                          | -                                                             | -                                                             | 3位                                                           | 36                                                            | 26                                                            | 10                                                            | .722                                                          | 優勝（6）                                                     |                                                               |
| 1992                                                          | -                                                             | -                                                             | 1位                                                           | 36                                                            | 29                                                            | 7                                                             | .806                                                          |                                                               | ヨーロピアンカップ優勝（10）                                  |
| 1993                                                          | -                                                             | -                                                             | 1位                                                           | 36                                                            | 29                                                            | 7                                                             | .806                                                          |                                                               | コッパ・イタリア優勝（3）                                     |
| 1994                                                          | -                                                             | -                                                             | 2位                                                           | 48                                                            | 34                                                            | 14                                                            | .708                                                          | 優勝（7）                                                     | コッパ・イタリア優勝（4）                                     |
| 1995                                                          | -                                                             | -                                                             | 2位                                                           | 54                                                            | 42                                                            | 12                                                            | .777                                                          | 優勝（8）                                                     | ヨーロピアンカップ優勝（11）                                  |
| 1996                                                          | -                                                             | -                                                             | 1位                                                           | 54                                                            | 43                                                            | 11                                                            | .796                                                          |                                                               | コッパ・イタリア優勝（5）                                     |
| 1997                                                          | -                                                             | -                                                             | 2位                                                           | 54                                                            | 38                                                            | 16                                                            | .704                                                          | 優勝（9）                                                     |                                                               |
| 1998                                                          | -                                                             | -                                                             | 4位                                                           | 48                                                            | 29                                                            | 19                                                            | .604                                                          |                                                               | ヨーロピアンカップ優勝（12）                                  |
| 1999                                                          | -                                                             | -                                                             | 4位                                                           | 42                                                            | 23                                                            | 19                                                            | .548                                                          | 準決勝敗退                                                    | ヨーロピアンカップ優勝（13）                                  |
| 2000                                                          | -                                                             | -                                                             | 2位                                                           | 48                                                            | 33                                                            | 15                                                            | .688                                                          | 準決勝敗退                                                    | コッパ・イタリア優勝（6）                                     |
| 2001                                                          | -                                                             | -                                                             | 6位                                                           | 54                                                            | 23                                                            | 31                                                            | .426                                                          |                                                               |                                                               |
| 2002                                                          | -                                                             | -                                                             | 5位                                                           | 54                                                            | 30                                                            | 24                                                            | .556                                                          |                                                               |                                                               |
| 2003                                                          | -                                                             | -                                                             | 6位                                                           | 54                                                            | 23                                                            | 31                                                            | .426                                                          |                                                               |                                                               |
| 2004                                                          | -                                                             | -                                                             | 3位                                                           | 54                                                            | 32                                                            | 22                                                            | .593                                                          | 準決勝敗退                                                    |                                                               |
| 2005                                                          | -                                                             | -                                                             | 4位                                                           | 54                                                            | 33                                                            | 21                                                            | .611                                                          |                                                               |                                                               |
| 2006                                                          | -                                                             | -                                                             | 7位                                                           | 48                                                            | 22                                                            | 26                                                            | .458                                                          |                                                               |                                                               |
| 2007                                                          | -                                                             | -                                                             | 1位                                                           | 42                                                            | 28                                                            | 14                                                            | .667                                                          | 準決勝敗退                                                    |                                                               |
| 2008                                                          | -                                                             | -                                                             | 5位                                                           | 42                                                            | 22                                                            | 20                                                            | .524                                                          |                                                               |                                                               |
| 2009                                                          | -                                                             | -                                                             | 4位                                                           | 42                                                            | 24                                                            | 18                                                            | .571                                                          | 準決勝敗退                                                    |                                                               |
| イタリアンベースボールリーグ（IBL）                           |                                                               |                                                               |                                                               |                                                               |                                                               |                                                               |                                                               |                                                               |                                                               |
| 2010                                                          | -                                                             | -                                                             | 1位                                                           | 42                                                            | 30                                                            | 12                                                            | .714                                                          | 優勝（10）                                                    |                                                               |
| 2011                                                          | -                                                             | -                                                             | 3位                                                           | 42                                                            | 28                                                            | 14                                                            | .666                                                          | 準決勝敗退                                                    |                                                               |
| 2012                                                          | -                                                             | -                                                             | 5位                                                           | 42                                                            | 21                                                            | 21                                                            | .500                                                          |                                                               |                                                               |
| 2013                                                          | -                                                             | -                                                             | 5位                                                           | 36                                                            | 24                                                            | 12                                                            | .666                                                          |                                                               |                                                               |
| 2014                                                          | 1次                                                           | B                                                             | 1位                                                           | 20                                                            | 12                                                            | 8                                                             | .600                                                          |                                                               |                                                               |
| 2014                                                          | 2次                                                           | -                                                             | 4位                                                           | 18                                                            | 4                                                             | 14                                                            | .222                                                          |                                                               |                                                               |
| 2015                                                          | -                                                             | -                                                             | 8位                                                           | 28                                                            | 6                                                             | 22                                                            | .214                                                          |                                                               |                                                               |
| 2016                                                          | -                                                             | -                                                             | 5位                                                           | 36                                                            | 18                                                            | 18                                                            | .500                                                          |                                                               |                                                               |
| 2017                                                          | -                                                             | -                                                             | 5位                                                           | 34                                                            | 16                                                            | 18                                                            | .471                                                          |                                                               |                                                               |
| セリエA1                                                      |                                                               |                                                               |                                                               |                                                               |                                                               |                                                               |                                                               |                                                               |                                                               |
| 2018                                                          | -                                                             | -                                                             | 3位                                                           | 28                                                            | 16                                                            | 12                                                            | .571                                                          | 準優勝                                                        |                                                               |
| 2019                                                          | -                                                             | -                                                             | 4位                                                           | 23                                                            | 12                                                            | 11                                                            | .522                                                          | 準決勝敗退                                                    |                                                               |
| 2020                                                          | -                                                             | -                                                             | 3位                                                           | 27                                                            | 16                                                            | 11                                                            | .593                                                          |                                                               |                                                               |
| セリエA                                                       |                                                               |                                                               |                                                               |                                                               |                                                               |                                                               |                                                               |                                                               |                                                               |
| 2021                                                          | 1次                                                           | A                                                             | 1位                                                           | 12                                                            | 12                                                            | 0                                                             | 1.000                                                         |                                                               | 欧州チャンピオンズカップ優勝（14）                            |
| 2021                                                          | 2次                                                           | A                                                             | 2位                                                           | 11                                                            | 6                                                             | 5                                                             | .542                                                          |                                                               | 欧州チャンピオンズカップ優勝（14）                            |
| 2022                                                          | 1次                                                           | A                                                             | 1位                                                           | 14                                                            | 14                                                            | 0                                                             | 1.000                                                         | 準優勝                                                        | 欧州チャンピオンズカップ優勝（15）                            |
| 2022                                                          | 2次                                                           | A1                                                            | 2位                                                           | 30                                                            | 21                                                            | 9                                                             | .700                                                          | 準優勝                                                        | 欧州チャンピオンズカップ優勝（15）                            |

カップ戦の結果は優勝年のみ記載している。括弧内は各大会の優勝回数を表す。